# Ottavio Caiazzo
Ottavio Caiazzo (Napoli, 8 marzo 1891 – Kobilek, 26 ottobre 1917) è stato un militare italiano, decorato di medaglia d'oro al valor militare alla memoria nel corso della prima guerra mondiale.

## Biografia
Nacque a Napoli l'8 marzo 1891,  figlio di Alfonso e Rosa Pernice. Frequentava il secondo anno la facoltà di ingegneria dell'Università di Napoli quando si arruolò volontario allievo ufficiale nel Regio Esercito, assegnato al 13º Reggimento fanteria. Nell'aprile 1913 fu nominato sottotenente di complemento, prestando servizio di prima nomina nel 7º Reggimento fanteria. Frequentato i Corsi presso la Scuola di applicazione d'arma di Parma entrò quindi in servizio permanente effettivo nel settembre 1914, assegnato al 30º Reggimento fanteria. Partì, dietro sua domanda, per la Libia giungendo a Tripoli il 22 maggio 1915, due giorni prima dell'entrata in guerra del Regno d'Italia. Assegnato al XV Battaglione eritreo, alcuni giorni dopo fu mandato con il suo reparto a Tarhuna a rafforzare il locale presidio militare assediato dagli arabi ribelli. Prese parte alla sortita effettuata dalle truppe di guarnigione e al successivo combattimento di Sidi Hamet del 18 giugno, dove rimase ferito da un colpo di fucile all'inguine. Trasferito a Tripoli fu ricoverato all'ospedale sino al mese di ottobre, ed appena guarito fu trasferito all'VIII Battaglione , venendo promosso tenente nel febbraio 1916. Rientrò in Italia nel febbraio 1917 con la promozione a capitano, assegnato al 2º Reggimento fanteria della Brigata Re che raggiunse in zona di operazioni sul fronte di Gorizia. Tra il 17 e il 25 maggio partecipò ai combattimenti per la conquista del Dosso del Palo e di quota 200 nord e sud del Monte San Marco. Assunse poi, interinalmente, il comando del I Battaglione del reggimento schierato in linea nel settore di Ravne, Plava. All'atto dell'inizio della battaglia di Caporetto il suo reparto, insieme ad altri, venne inviato a difendere il Kobilek, la mattina del giorno 26 ottobre le truppe austro-tedesche investirono e travolsero alcuni reparti italiani, tanto che il comando della brigata (generale Giusto Macario) fu costretto ad ordinare il ripiegamento. Rimasto isolato, forse perché l'ordine di ritirata non gli arrivò, sostenne l'attacco nemico, rafforzato continuamente dall'arrivo di nuovi reparti, fino a che il suo battaglione non fu travolto dall'avanzata avversaria. Cadde nel corso del combattimento, ma la disperata resistenza dei suoi uomini fece sì che gli altri battaglioni riuscissero a ripiegare in buon ordine al ponte di Plava. Con Regio Decreto  del 19 agosto 1921 fu insignito della medaglia d'oro al valor militare alla memoria. Una via di Napoli porta il suo nome.

### Fonti
1. 1 2 3 4 5 6 7 8 9 10  Combattenti Liberazione.
2. ↑  Carolei, Greganti, Modica 1968, p. 168.
3. 1 2 3 4  Coltrinari, Ramaccia 2018, p. 188.
4. ↑   Bollettino ufficiale delle nomine, promozioni e destinazioni negli ufficiali e sottufficiali del R. esercito italiano e nel personale dell'amministrazione militare, 1921,  p. 2599. URL consultato il 22 agosto 2019.
5. ↑  Medaglie d'oro al valor militare sul sito della Presidenza della Repubblica